# Edgars Gauračs
Edgars Gauračs est un footballeur letton né le 10 mars 1988 à Rēzekne.

## Biographie

### En sélection
Edgars Gauračs est convoqué par le sélectionneur national Aleksandrs Starkovs pour un match de qualification de l'Euro 2012 face à l'Israël le 4 juin 2011. Il entre en jeu à la place d'Andrejs Perepļotkins à la 60e minute de jeu. 
Il inscrit ses deux premiers buts avec l'équipe nationale lettonne le 1er juin 2012 face à la Lituanie lors d'un match de la Coupe baltique 2012 (victoire 5-0).
Il compte 14 sélections et 4 buts avec l'équipe de Lettonie depuis 2011.

## Statistiques détaillées

### En club
| Saison                | Club                  | Championnat           | Championnat | Championnat | Coupe(s) nationale(s) | Coupe(s) nationale(s) | Compétition(s) continentale(s) | Compétition(s) continentale(s) | Compétition(s) continentale(s) | Sélection | Sélection | Sélection | Total | Total |
| Saison                | Club                  | Division              | M.          | B.          | M.                    | B.                    | Comp.                          | M.                             | B.                             | Équipe    | M.        | B.        | M.    | B.    |
| 2004                  | Dižvanagi Rēzekne     | 1. līga               | -           | -           | -                     | -                     | -                              | -                              | -                              | -         | -         | -         | 0     | 0     |
| 2005                  | Dižvanagi Rēzekne     | 1. līga               | -           | -           | -                     | -                     | -                              | -                              | -                              | -         | -         | -         | 0     | 0     |
| 2006                  | Dižvanagi Rēzekne     | Virslīga              | 13          | 2           | -                     | -                     | -                              | -                              | -                              | -         | -         | -         | 13    | 2     |
| 2006 - 2007           | Ascoli Calcio         | Serie A               | 0           | 0           | -                     | -                     | -                              | -                              | -                              | -         | -         | -         | 0     | 0     |
| 2007 - 2008           | Ascoli Calcio         | Serie B               | 0           | 0           | -                     | -                     | -                              | -                              | -                              | -         | -         | -         | 0     | 0     |
| 2008 - 2009           | Ascoli Calcio         | Serie B               | 0           | 0           | -                     | -                     | -                              | -                              | -                              | -         | -         | -         | 0     | 0     |
| 2008 - 2009           | Rodengo Saiano        | Serie C2              | 2           | 0           | -                     | -                     | -                              | -                              | -                              | -         | -         | -         | 2     | 0     |
| 2009                  | FK Ventspils          | Virslīga              | 6           | 1           | -                     | -                     | C3                             | 6                              | 1                              | -         | -         | -         | 12    | 2     |
| 2009 - 2010           | Rapid Bucarest        | Liga I                | 6           | 0           | -                     | -                     | -                              | -                              | -                              | -         | -         | -         | 6     | 0     |
| 2010 - 2011           | Sheriff Tiraspol      | Divizia Naţională     | 12          | 10          | -                     | -                     | C3                             | 5                              | 0                              | Lettonie  | 2         | 0         | 19    | 10    |
| 2011 - 2012           | Yenisey               | National League       | 33          | 5           | 2                     | 0                     | -                              | -                              | -                              | Lettonie  | 8         | 3         | 43    | 8     |
| 2012 - 2013           | Torpedo Moscou        | National League       | 10          | 1           | 1                     | 0                     | -                              | -                              | -                              | Lettonie  | 4         | 1         | 15    | 2     |
| Total sur la carrière | Total sur la carrière | Total sur la carrière | 134         | 39          | 3                     | 0                     | -                              | 11                             | 1                              | 0         | 14        | 4         | 162   | 44    |

### Buts internationaux
| Buts en sélection d'Edgars Gauračs | Buts en sélection d'Edgars Gauračs | Buts en sélection d'Edgars Gauračs               | Buts en sélection d'Edgars Gauračs | Buts en sélection d'Edgars Gauračs | Buts en sélection d'Edgars Gauračs | Buts en sélection d'Edgars Gauračs |
|                                    | Date                               | Lieu                                             | Adversaire                         | Score                              | Résultat                           | Compétition                        |
| ---------------------------------- | ---------------------------------- | ------------------------------------------------ | ---------------------------------- | ---------------------------------- | ---------------------------------- | ---------------------------------- |
| 1.                                 | 1er juin 2012                      | Stade Võru, Võru (Estonie)                       | Lituanie                           | 2 - 0                              | 5 - 0                              | Coupe baltique 2012                |
| 2.                                 | 1er juin 2012                      | Stade Võru, Võru (Estonie)                       | Lituanie                           | 4 - 0                              | 5 - 0                              | Coupe baltique 2012                |
| 3.                                 | 3 juin 2012                        | Stade Võru, Võru (Estonie)                       | Finlande                           | 1 - 1                              | 1 - 1                              | Coupe baltique 2012                |
| 4.                                 | 16 octobre 2012                    | Skonto stadions, Riga (Lettonie)                 | Liechtenstein                      | 2 - 0                              | 2 - 0                              | Éliminatoires Coupe du monde 2014  |
| 5.                                 | 28 mai 2013                        | Schauinsland-Reisen-Arena, Duisbourg (Allemagne) | Turquie                            | 1 - 2                              | 3 - 3                              | Match amical                       |